# Ilha Kasatochi
A Ilha Kasatochi é uma ilha vulcânica e um estratovulcão ativo localizada no arquipélago das Ilhas Aleutas, no Alasca, Estados Unidos. A ilha, quase inteiramente formada pelo vulcão, está situada no grupo das Ilhas Andreanof e é conhecida por sua erupção repentina em agosto de 2008, que causou grandes mudanças morfológicas e ecológicas.

## Geografia
Kasatochi é uma ilha isolada, de formato aproximadamente circular, com cerca de 2 km de diâmetro. Possui um cume central com uma cratera vulcânica bem definida e é cercada por falésias íngremes que descem diretamente ao mar.

## Geologia
A Ilha Kasatochi é um estratovulcão situado no Anel de Fogo do Pacífico, associado à subducção da Placa do Pacífico sob a Placa Norte-Americana. Antes da erupção de 2008, o vulcão era considerado inativo ou adormecido, com registros limitados de atividade histórica.
- Tipo de vulcão: Estratovulcão
- Composição: Principalmente andesito
- Estrutura: Cratera central com lago e encostas íngremes

## Atividade vulcânica

### Erupção de 2008
Em 7 de agosto de 2008, após mais de 100 anos sem atividade registrada, Kasatochi entrou em erupção de forma súbita. A erupção foi explosiva, com emissão significativa de cinzas, fluxos piroclásticos e tsunamis locais. A explosão remodelou a ilha, destruiu a vegetação existente e provocou um colapso parcial da cratera.
- Altura da pluma de cinzas: Estimada em até 15 km
- Cobertura de cinzas: Toda a ilha ficou coberta por camadas de até vários metros
- Impacto aéreo: Interrupções em rotas de aviação no Pacífico Norte
- Duração da erupção: Cerca de 24 horas com atividade intensa, seguida por emissão contínua de gases e vapor por semanas

## Monitoramento
Desde a erupção de 2008, a atividade de Kasatochi é monitorada remotamente pelo Observatório Vulcânico do Alasca (AVO). Como a ilha é desabitada e de difícil acesso, a vigilância depende principalmente de:
- Satélites (MODIS, AVHRR, etc.)
- Sistemas infravermelhos e térmicos
- Dados sísmicos regionais

O vulcão permanece sob vigilância constante, mas não apresentou nova atividade eruptiva significativa desde 2008.

## Ecossistema e impacto ambiental
A erupção de 2008 teve um impacto profundo no ecossistema da ilha. Toda a flora e fauna foram temporariamente extintas ou forçadas a evacuar. A ilha era um importante santuário de aves marinhas, incluindo mergulhões-de-casaco, fulmares e jatobás. Pesquisas posteriores mostraram sinais de recuperação gradual da vegetação e retorno de algumas espécies de aves.
- Antes da erupção: Área protegida de reprodução de aves.[1]
- Após a erupção: Paisagem árida e cobertura vulcânica.[2]
- Recuperação: Monitorada por biólogos da US Fish and Wildlife Service.[6]

## Nome e história
O nome "Kasatochi" tem origem no idioma aleúte, e a ilha foi registrada oficialmente em mapas náuticos desde o século XIX. Antes da erupção de 2008, era conhecida apenas por sua importância ecológica e pelo abrigo de pesquisadores temporários.